# Промивання шлунка
Промивання шлунка — багаторазове видалення зі шлунка решток їжі або отруйних речовин. 
Промивання шлунка проводиться лікарем або фельдшером за допомогою спеціального шлункового зонда, через який вводять рідину. 
У випадках тяжкого отруєння, загрозливого для життя, промивання шлунка можна зробити до приходу лікаря: хворому дають випити підряд 5—6 склянок води з содою, потім, подразнюючи пальцями задню стінку горлянки, викликають блювання. Цю процедуру повторюють кілька разів поспіль. Після промивання шлунка хворого слід покласти у ліжко та укрити теплою ковдрою; можна дати 1—2 ковтки гарячого чаю.